# AVGP Grizzly
AVGP Grizzly – kanadyjski kołowy transporter opancerzony bazujący na KTO Piranha I 6x6. Wprowadzony na wyposażenie Canadian Army w 1976 roku. Obecnie zastąpiony przez nowsze transportery Bison.
Pojazd bazuje na szwajcarskim transporterze Piranha I 6x6. Kadłub transportera ma grubość do 10 mm i zapewnia ochronę przed pociskami małokalibrowej broni strzeleckiej oraz odłamkami pocisków artyleryjskich. Uzbrojeniem Grizzly jest umiejscowiony na wieży Cadillac-Gage 1 metre turret wielkokalibrowy karabin maszynowy kal. 12,7 mm oraz sprzężony z nim karabin maszynowy kal. 7,62 mm.
Transportery Grizzly mają zdolność pływania. W wodzie napęd stanowią dwa pędniki strumieniowe.
Załogę pojazdu stanowią 3 osoby, oprócz tego transporter jest zdolny do przewożenia do 6 żołnierzy desantu.